# Афьё
Афьё (фр. Affieux, окс. Afièu) — коммуна во Франции, находится в регионе Лимузен. Департамент — Коррез. Входит в состав кантона Треньяк. Округ коммуны — Тюль.
Код INSEE коммуны — 19001.
Коммуна расположена приблизительно в 380 км к югу от Парижа, в 55 км юго-восточнее Лиможа, в 28 км к северу от Тюля.

## Население
Население коммуны на 2008 год составляло 372 человека.
| 1962 | 1968 | 1975 | 1982 | 1990 | 1999 | 2008 |
| ---- | ---- | ---- | ---- | ---- | ---- | ---- |
| 506  | 432  | 357  | 356  | 358  | 349  | 372  |

## Экономика

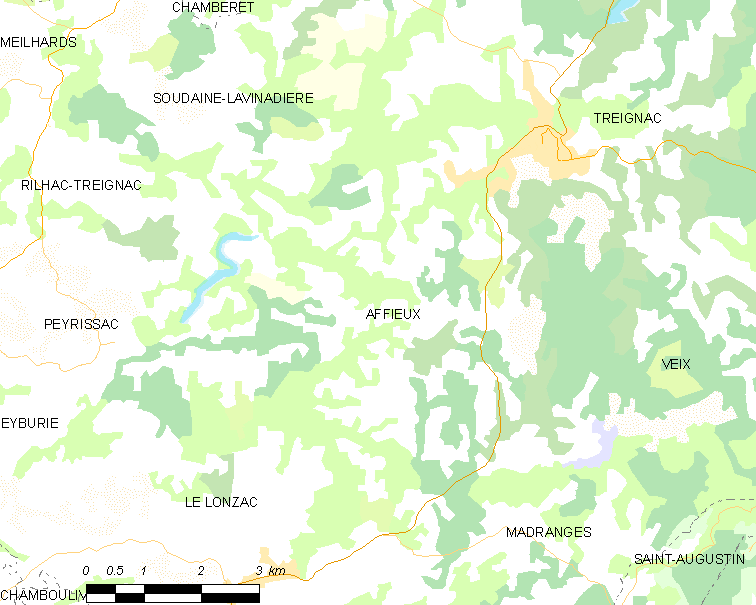
Карта коммуны

В 2007 году среди 203 человек в трудоспособном возрасте (15-64 лет) 141 были экономически активными, 62 — неактивными (показатель активности — 69,5 %, в 1999 году было 63,1 %). Из 141 активных работали 135 человек (73 мужчины и 62 женщины), безработных было 6 (4 мужчины и 2 женщины). Среди 62 неактивных 8 человек были учениками или студентами, 34 — пенсионерами, 20 были неактивными по другим причинам.